# Cinérama
Pour le groupe de rock, voir Cinerama (groupe).

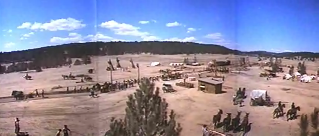
Projection du film La Conquête de l'Ouest, sorti en 1962.

Le Cinerama (francisé sous la forme « Cinérama ») est un procédé de projection cinématographique de format d'image 2,59:1 et qui a été créé en 1952 avec le film This Is Cinerama. Il s'agit d'une technique de prises de vues par une caméra triple bandes 35 mm équipé de trois objectifs d'une focale de 27 mm et projetées sur un écran « extra large » et courbe d'une ouverture de 146°, improprement appelé « projection sur trois écrans », à l'aide de trois appareils de projection. Le mot est une contraction de cinéma et de panorama.

## Histoire
Le Cinérama est développé par Fred Waller (en) et nécessite plusieurs années de développement. Précédemment, Abel Gance avait déjà expérimenté la projection sur trois écrans en 1927 dans le cadre de Napoléon avec son procédé Polyvision. Le film était considéré comme perdu dans les années 1950 et Waller n'a pu qu'en entendre parler sans pouvoir le voir. Waller avait développé un système à onze projecteurs, nommé « Vitarama », pour l'exposition de la Petroleum Industry en 1939. Une version à cinq projecteurs, le Waller Gunnery Trainer, est utilisée pendant la Seconde Guerre mondiale. Waller fait la rencontre du producteur Michael Todd qui l'aide à mettre au point une première séance.
Le Cinérama est présenté pour la première fois le 30 septembre 1952 au Broadway Theatre à New York. Pour ces spectacles à guichet fermé, les projecteurs sont minutieusement ajustés et manipulés par des mains expertes. Un système vibratoire permet de faire la liaison entre les différentes images et permet de masquer la ligne de jointure. Une grande attention est portée lors du tirage de la pellicule pour respecter l'harmonie de luminescence et de teinte. Malgré les efforts, les recoupements entre les trois images demeurent visibles. Les limitations optiques inhérentes aux projecteurs faisaient que des scènes distantes se joignent parfaitement à l'inverse des objets en premier plan. Un objet suffisamment proche des caméras peut ainsi être dédoublé lorsqu'il passe d'un bord à l'autre. Pour détourner l'attention des jointures, les plans sont souvent composés d'objets peu importants (tels que des arbres) aux jointures et l'action est cantonnée au centre des panneaux. La composition a alors un style semblable à un triptyque.
Le système rencontre différents problèmes, notamment si l'un des films casse ou est endommagé, les autres films doivent également être tronqués afin de préserver la synchronisation. L'utilisation de lentille grossissante est impossible, car les trois images ne pourraient plus être accolées. La plus importante limitation est peut-être que l'image ne semble naturelle que sur un espace donné et limité. En dehors de cet espace, l'image est distordue, aussi la vision des bandes de raccords entre les trois projections était désagréable. Mais ces difficultés n'ont pas empêché les spectateurs d'apprécier le spectacle de cette technique innovante.
Le Cinérama imposait des contraintes de tournage très importantes : prise de vues avec trois caméras jumelées sur un seul pied, trois projecteurs synchronisés dans la salle et trois cabines de projections distinctes, tout cela était très onéreux.
Le son du Cinérama était diffusé sur plusieurs canaux (les spécifications Cinérama prévoient une quatrième pellicule supportant sept canaux audio) et enveloppait littéralement le spectateur.
Seuls neuf films ont été tournés en Cinérama :
1. This Is Cinerama (1952), documentaire ;
2. Cinerama Holiday (1955), documentaire ;
3. Seven Wonders of the World (1956), documentaire ;
4. Search for Paradise (1957), documentaire ;
5. South Seas Adventure (1958), documentaire ;
6. Windjammer (Cinemiracle, 1958), documentaire ;
7. Renault Dauphine (publicité, 1959), documentaire ;
8. How the West Was Won (La Conquête de l'Ouest, 1962), film de long métrage ;
9. The Wonderful World of the Brothers Grimm (Les Amours enchantées, 1962), film de long métrage.

Les films, à l'exception des longs métrages La Conquête de l'Ouest et Les Amours enchantées, furent en fait des productions destinées à démontrer les possibilités techniques du procédé.
Parmi les salles qui ont été équipées pour projeter des films en Cinérama, on peut citer le Théâtre de l'Empire le Gaumont-Palace et le Kinopanorama (baptisé de la variante russe du procédé), à Paris, ainsi que le Cinéma Rialto à Nice.
Pour l'exploitation du Cinérama il fut installé devant la scène du Gaumont-Palace de 1962 à 1967 un écran courbe de près de 600 m2 qui était à l'époque le plus grand du monde. Par la suite dans la même salle, on équipa l'une des trois cabines de projection construites au premier balcon, celle du centre, en 70 mm extra large et on diffusa des films improprement projetés sous le sigle « Cinérama », ceux-ci n'étant plus issus de la même technique. Avec ce nouveau procédé d'écran large, pas aussi large que le Cinérama, furent projetés Un monde fou, fou, fou, fou, de Stanley Kramer et 2001, l'Odyssée de l'espace, de Stanley Kubrick. Le procédé Ultra Panavision 70 ne surprenait pas autant les spectateurs et les salles « Cinérama » allèrent vers le déclin. Le Cinérama avait vécu, la qualité s'amenuisait, la largeur du champ de vision et la netteté se dégradaient et le procédé perdait de ce fait son attractivité. Ces salles n'étant plus alimentées en films spectaculaires allaient cesser leur activité assez vite.